# Black Mask (magazine)
Pour les articles homonymes, voir Black Mask.
Black Mask est un pulp magazine lancé en 1920 par le journaliste H. L. Mencken et par le critique littéraire George Jean Nathan.

## Historique
Il a été lancé à l’origine pour renflouer le prestigieux mais déficitaire magazine littéraire The Smart Set. 
Sous leur direction éditoriale, Black Mask n’était pas exclusivement une publication littérature policière, mais voulait éditer les meilleures histoires d’aventure possibles, les meilleures histoires de mystères et de détectives, les meilleures romances, les meilleures histoires d’amour et les meilleures histoires d’occultisme.
Après la sortie des huit premiers numéros, Mencken et Nathan considérèrent que leur investissement initial de 500 dollars avait suffisamment été amorti, ils vendirent alors le magazine à leurs éditeurs Eltinge Warner et Eugene Crow pour 12 500 dollars. Joseph Shaw prit alors en main la rédaction de la publication.
Shaw, exploitant de filon découvert dans un des premiers numéros, changea immédiatement la ligne éditoriale, le transformant en débouché favori pour les écrivains de romans policier naturaliste dont l’école était en train de naître et dont le leader était Carroll John Daly. Le détective privé de Daly nommé Race William était un héros droit et rugueux à la langue bien pendue et qui allait devenir le modèle pour de nombreux autres détectives.
Black Mask est alors totalement consacré au roman policier dur et au hardboiled en particulier. De très nombreux auteurs commencent leur carrière en publiant dans ses pages, comme Dashiell Hammett, le créateur de Sam Spade et du Continental Op, ou Raymond Chandler et Erle Stanley Gardner. Le succès du magazine grandit alors et sert de rampe de lancement à toute une génération d’auteurs. Le succès commercial et critique est au rendez-vous.
Black Mask est à son apogée commercial au début des années 1930. À ce moment-là, il est confronté à une certaine érosion de son lectorat, maintenant tenté par l’éclosion de Comics et retrouvant ses héros (et ses auteurs favoris) dans les nouveaux médias que sont la radio et le cinéma. En 1936, refusant de virer certains auteurs déjà maigrement payés, Shaw démissionne, et beaucoup d’auteurs parmi les plus célèbres et les plus talentueux abandonnent le magazine avec lui. À partir de ce moment-là, Black Mask ne fit que décliner jusqu’à cesser sa publication en 1951.

## Dans la culture populaire
Il semble que Black Mask soit le pulp magazine qui inspira Quentin Tarantino en 1994 pour son film Pulp Fiction. Son titre d’origine aurait été Black Mask avant d’être définitivement changé.